# Romuald Smorczewski

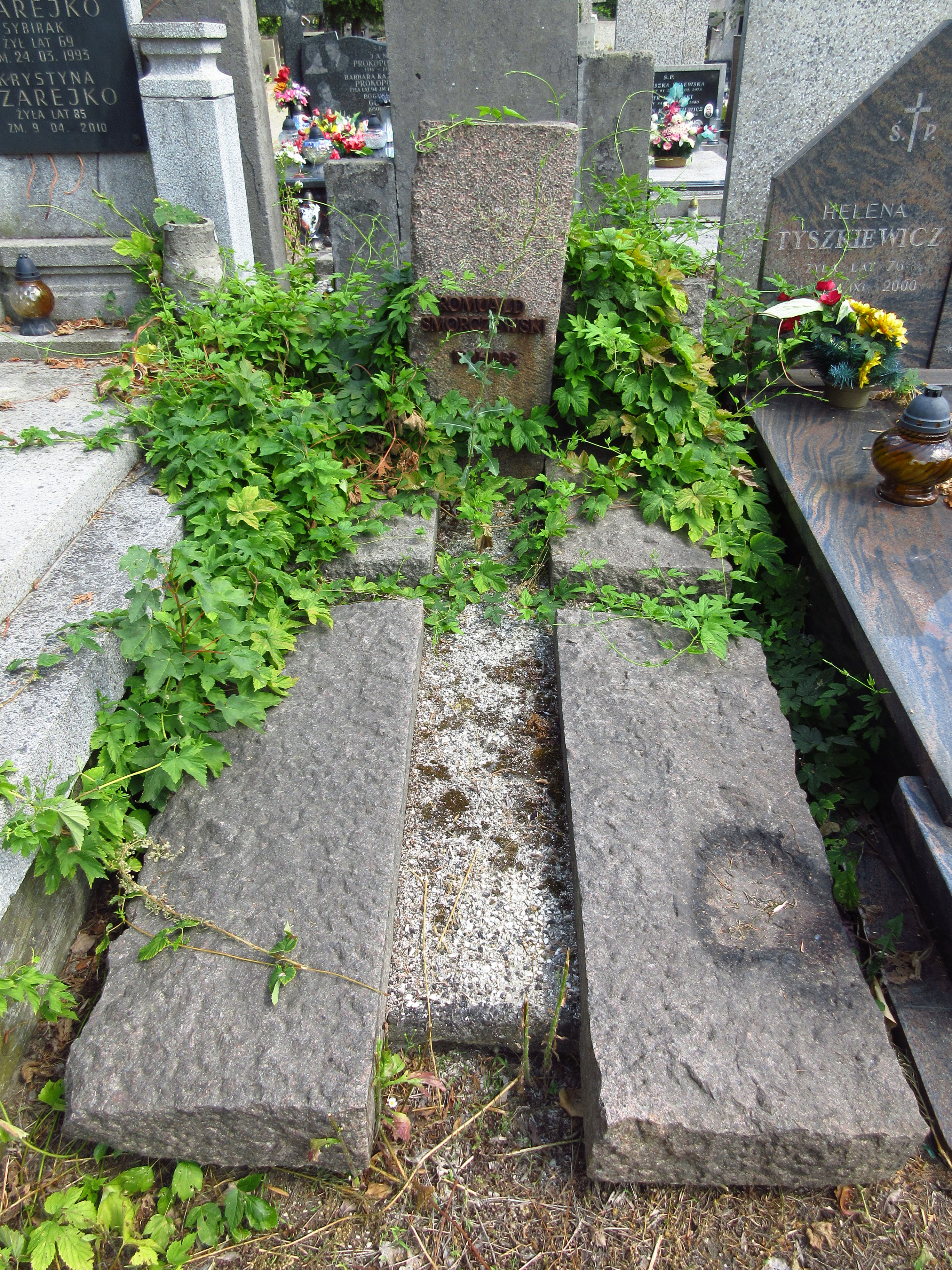
Grób Romualda Smorczewskiego na Cmentarzu Bródnowskim.

Romuald Smorczewski (ur. 28 lutego 1901 roku w Omsku, zm. w 1962 roku w Warszawie) – polski malarz.
Urodził się w rodzinie warszawskiej inteligencji, zesłanej na Syberię po upadku powstania styczniowego. W latach 1920–1922 studiował na wydziale malarstwa w Artystyczno-Przemysłowym Instytucie Sztuki Praktycznej w Nowo-Omsku. Po powrocie do Polski, w latach 1926-1930, ukończył warszawską Miejską Szkołę Sztuk Zdobienniczych i Malarstwa. Od 1945 roku był członkiem Związku Polskich Artystów Plastyków w oddziale warszawskim. Uczestniczył w wielu ogólnopolskich wystawach zbiorowych inicjowanych przez Ministerstwo Kultury i Sztuki, Muzeum Narodowe i Muzeum Wojska Polskiego. W latach 1950–1953 czterokrotnie wystawiano jego prace w warszawskiej Zachęcie.
Specjalizował się w malarstwie sztalugowym. Stosował wiele technik artystycznych. Preferował akwarelę i technikę olejną na różnych podłożach. Równocześnie był rysownikiem i często portretował z pomocą kredki, ołówka lub węgla. Obrazy Romualda Smorczewskiego znajdują się w zbiorach muzealnych i prywatnych kolekcjach w Polsce, Rosji i USA. Głównym tematem jego twórczości malarskiej jest człowiek, jego los, praca, trudy życia i nastroje. Po śmierci malarza jego twórczość przechowywana była w domu rodzinnym, a ostatnio w domach wnuków artysty – Zbigniewa i Bogusława Poniatowskich, których wielokrotnie portretował w okresie ich wczesnego dzieciństwa. Pochowany na cmentarzu Bródnowskim w Warszawie (kwatera 57K-IV-2).